# HEL!
HEL! är ett livealbum av den svenska punkgruppen Charta 77. Skivan spelades in i på Smedjan i deras hemstad Köping i november 1993 och gavs ut året därpå. Skivan finns i två utgåvor, en begränsad utgåva med 2 st CD och en vanlig med endast en CD. Som kuriosa kan nämnas att skivomslaget är en kopia av det till Beatles album Help!.

## Låtlista CD1
| Nr  | CD1                            |  |
| --- | ------------------------------ |  |
| 1.  | Kungarna af Stan 1             |  |
| 2.  | Tiga är Guld                   |  |
| 3.  | Erat Lag                       |  |
| 4.  | Svart Jul                      |  |
| 5.  | Grisfesten                     |  |
| 6.  | Slav Idag                      |  |
| 7.  | My Friend Max                  |  |
| 8.  | Ensam Kvar                     |  |
| 9.  | Last days News                 |  |
| 10. | Välfärdens Avfall              |  |
| 11. | Räls Av Stål                   |  |
| 12. | The Beauty Is In The Beholders |  |
| 13. | Allt jag säger                 |  |
| 14. | Vykort från Rio                |  |
| 15. | 21st Century Digital Boy       |  |

| Nr | CD2                          |  |
| -- | ---------------------------- |  |
| 1. | Ensam kvar (opluggad)        |  |
| 2. | Allt jag säger (opluggad)    |  |
| 3. | Dom chanserna                |  |
| 4. | Förr skrek vi                |  |
| 5. | Mr Stevens                   |  |
| 6. | Est is krieg                 |  |
| 7. | Ronal Reagan                 |  |
| 8. | Mummys little angel          |  |
| 9. | the Past & Thunders potpurri |  |